# 海人魚
海人魚（かいにんぎょ）は、中国伝説の人魚の一種。美麗な女性に似て手はあるが足はない、とされるが、じっさいは雄雌おり、生殖器があり、人間と普通に性交もおこなえる、沿岸地方では寡夫や寡婦がこれを捕らえて養育するのだという。

## 原文記述

### 洽聞記
古くは唐（618 - 907）・鄭遂『洽聞記』に記述がみられる。海人魚は人間に近く、臨海の鰥（やもめ）たちは、"これを養って交わりをもった"（性交した）のだとされる。原文と訳を以下に示す。
北宋・『太平広記』（977年-978年）巻464に、出典は『洽聞記』だと断ったうえで、以下の通り記述がある：

| 海人魚，東海有之，大者長五六尺，状如人，眉目、口鼻、手爪、頭皆為美麗女子，無不具足。皮肉白如玉，無鱗，有細毛，五色輕軟，長一二寸。髪如馬尾，長五六尺。陰形與丈夫女子無異，臨海鰥寡多取得，養之於池沼。交合之際，與人無異，亦不傷人。 | 海人魚は東の海（東シナ海）に生息する。大きいもので長さ5-6尺、外形は人のようで眉、目、口、鼻、手、爪、頭は何れも美麗な女子のそれである。足は具えていない。体表は玉のように白い。鱗はなく、長さ1-2寸の五色の軽くて軟らかい毛におおわれている。髪は馬の尾のようで長さ5-6尺。生殖器の形は（人の）男女と同じで、臨海の鰥寡（寡婦・寡夫）はこれを多く捕らえて池沼で養う。性交の際も人と同じで、また、人を傷つけることはない。 |
| —『太平廣記』卷第464「水族一」、《洽聞記》 | —出典：洽聞記 |

### 誠斎雑記
元・林坤『誠斎雑記』にもほぼ同様の記述がある。

| 海人魚，状如人，眉目口鼻手足皆為美麗女子，無不俱足。皮肉白如玉，灌少酒便如桃花，髪如馬尾，長五六尺，陰形與丈夫、女子無異。臨海鰥寡多取養池沼，交合之際，小不異人。 | 海人魚は人のような外見を持ち、眉、目、口、鼻、手足はみな美麗な女子のそれである。足は具えていない。肌は玉のように白く、少しばかりの酒で桃の花のように色づく。薄毛は馬の尾のようで、体長5-6尺。生殖器は人の男女と異なるところはない。臨海の寡夫はこれを多く捕らえ池沼にて養う。性交の際も人と異ならない。 |
| —『誠齋雜記』卷上 | —下線部分等、松岡正子論文を参照 |

同様文は明代の『華夷考（華夷花木鳥獣珍玩考）』にもみつかり、小野蘭山も引いている。

## 類例

### 徂異記
『徂異記』（宋代）に類例（高麗での目撃例）があり、類書（百科事典）に引かれている。同じ類書の別箇所で引かれる詳述文を以下に示すが、そこでは典拠が古代の『甄異記』（晋代）であると間違えている。查道は宋代の人なのでありえないと指摘される：

| 《甄異記》[《徂異記》が正しい]：待制査道奉使高麗，晚泊一山而止，望見沙中有一婦人，紅裳雙袒，髻鬟紛亂，肘後微有紅鬣。査命水工以篙投於水中，勿令傷。婦人得水，偃仰復身，望査拜手，感戀而沒。水工曰：「某在海上，未曾見此何物。」査曰：「此人魚也，能與人姦處，水族人性也。」 | （日本語抄訳）査道という人物が高麗に使いに派遣され.. [海の]沙中に一人の婦人を見た。紅裳だがもろ肌はだけており、髷は乱れ、紅いたてがみが肘の後ろまでのびていた（あるいは紅鬣（ひれ）を肘後にもっていた）。査は水工に命じ、婦人を傷つけないよう篙（）で引き揚げさせようとしたが、.. 身を翻し査を見て拝手・感恋[感舞]すると水に没した。水工がなんであったかと尋ねると、査は「人魚なり、能く人と姦し水に処り人性に類す」と答えた。 |
| —『欽定古今圖書集成』博物彙編 禽蟲典 第150卷 異魚部紀事 | —吉岡の読み下しを参照 |

「人魚」とあり「海人魚」という名称は明言されない
また、下半身が魚であると明言はしていないので、江戸期の本草学者蘭山（上述）は、「まったく人の形なる」例として挙げているが、本邦の聖徳太子伝の注釈などでは『徂異記』の読み下しに「腰より下は皆魚なり」という添文をおこなっているようである。
「肘[後]の微に紅鬣有り」と読み下されるが、"両肘の後脇に至りて、赤紅の鬣あり"の意訳がみえるので
、長い鬣（たてがみ）が肘まで伸びているという意に解せる。しかし「肘の後ろに紅い鬣（ひれ）があった」という訳出もある。

## 陳悝と江神
また、上述の引用話の兼ね合いで所収されている次のような説話が、『太平広記』巻295引『洽聞記』にある。同じ話は祖台之『志怪』（『太平御覧』巻68引）にもみつかる。
隆安年間（東晋、397年-401年）、丹徒（揚子江の河口）の陳悝という漁民が簄（）をしかけた中に、一糸まとわぬ美女がかかったが、夜間にある者がこれを強姦した。女は自分は「江神」（『志怪』では「江黄」）と陳悝に名乗り、自分を凌辱したものは神（天帝）に告げて殺してもらいます、と告げた。陳悝は彼女をその場にそのまま残すと満潮になっていなくなった。犯人はまもなく病で死んだという。
ただ当例の「江神」は即ち長江の神（揚子江の女神）なので、「海人魚」の形容があてはまるとはいいがたい。

## 海錯図

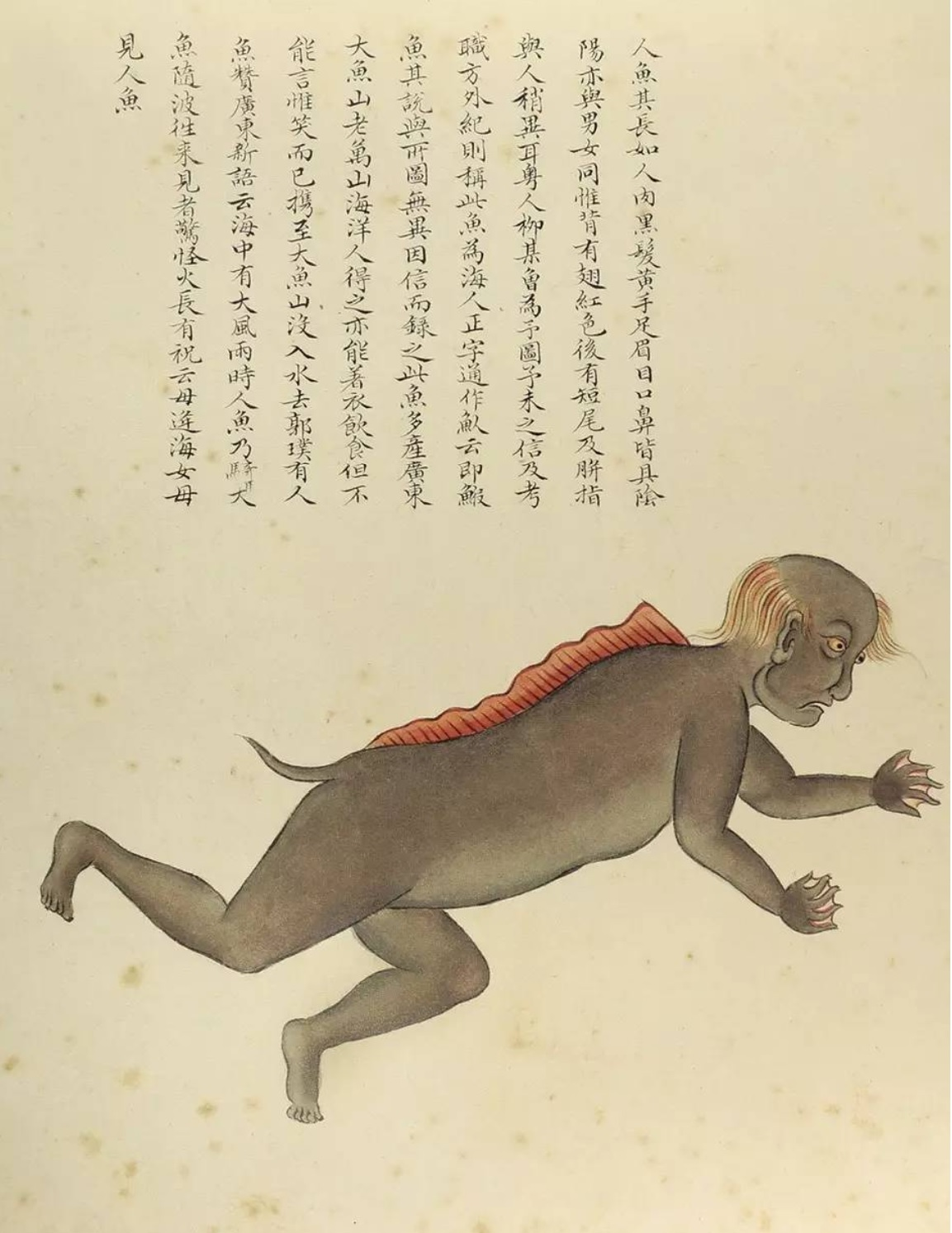
人魚（海人魚とされる）―『海錯図』第一冊

清代の聶璜『海錯図』という図譜の第一冊に人魚の図が含まれるが、これは「海人魚」の例であろうと学術論文にみえる。異名を「海人」とするとあるので、海の人魚の一種とみなされることは窮知できよう。

| 人魚其長如人，肉黒髪黄，手足眉目口鼻皆具，陰陽亦與男女同，惟背有翅，紅色，後有短尾及胼指與人稱異耳。粤人柳某，曾為予圖，予未之信。及考《職方外紀》，則稱此魚為海人，《正字通》作魜，云即𩷍[鰕]魚，其説與所圖無異，因信而録之。此魚多産廣東大魚山，老萬山海洋，人得之，亦能着衣飲食，但不能言，惟笑而已。攜至大魚山，沒入水去。郭璞有《人魚贊》。《廣東新語》云，海中有大風雨時，人魚乃騎大魚，隨波往來，見者驚怪。火長有祝云：「毋逢海女，毋見人魚」。 | （日本語抄訳）人魚、その長さは人程で、肉黒く髪黄色く、手足・眉目・口鼻もみなあり、性別も人間の男女と同様である。背には紅色の翅（ひれ）があり、[後方には短い尾がついている]（中略）。...広東の柳某がかつて画に描いてくれたが、私は信じなかった。されど『職方外紀』では海人とし、『正字通』は「魜」とつくり、すなわち「𩷍魚」（オオサンショウウオ）である。説かれたままに図とし、異なることなく忠実に録したと信ず。広東の大魚と老萬という島のあたりの海に他産する。人のように衣服を着、飲食できるが、言葉は発せず、ただ笑うのみである。大魚島に連行されたが、水に入れられなくして死んだ。郭璞の詩『人魚贊』あり。『広東新語』いわく、海で大風雨あれば、それは人魚が大魚に騎乗して波を行き来しているゆえである（中略）火長（船長か航海士）が験担ぎにいうせりふが「海女には逢うまい、人魚を見るまい」である。 |
| —『海錯圖』第一冊 | —英訳より重訳 |

## 海和尚
時代が下ると、海の人魚は海神の一種とみなされ、 特に粤の地（広東省地方）では、船に祟りを与える不吉なものと考えられた。
屈大均（1630年-1696年）『広東新語』には（上の『海錯図』でも異文で引かれているが）、次のような記述がある:

| 又大風雨時，有海怪被髪紅面，乘魚而往來。乘魚者亦魚也，謂之人魚。人魚雄者為海和尚，雌者為海女，能為舶祟。火長有祝云：「毋逢海女，毋見人魚。」人魚之種族有盧亭者，新安大魚山與南亭竹沒老萬山多有之。其長如人，有牝牡，毛髪焦黄而短，眼睛亦貢，面黧黒，尾長寸許，見人則驚怖入水，往往隨波飄至，人以為怪，競逐之。 | また、大風雨の時海に物の怪が出る。髪の生えた紅面の魚に乗って行き来するが、魚に乗る者もまた魚である。これを人魚という。人魚のオスは海和尚、メスは海女と呼ぶ。よく船に祟りをなす。火長は、招運のため「海女に逢うことなかれ、人魚を見ることなかれ」と唱える。（後略）（以下、「盧亭」の記述なので当該節を参照） |
| —『広東新語』巻二二 | —吉岡論文、松岡論文を参照 |

また近世・清代の記録で、南の海上（広東地方）には、女性の姿の大魚が出現したとある（陸祚蕃『粤西偶記』）。

## 盧亭
人魚の種族のなかに「盧亭」というものがある。新安の大魚山および南亭竹にもいるが、考萬山ほど多くはいない。体長は人と同程度。オスとメスがいる。短い毛髪はきつね色。眼は黄色いともいう。顔色は黒く尾は長く、一瞬でも人を見れば驚き怖れて水に入る。往々波に付き従い（現れ、現れると）疾風に至るため、人はこれを怪み、競って追い払う。